# 池袋

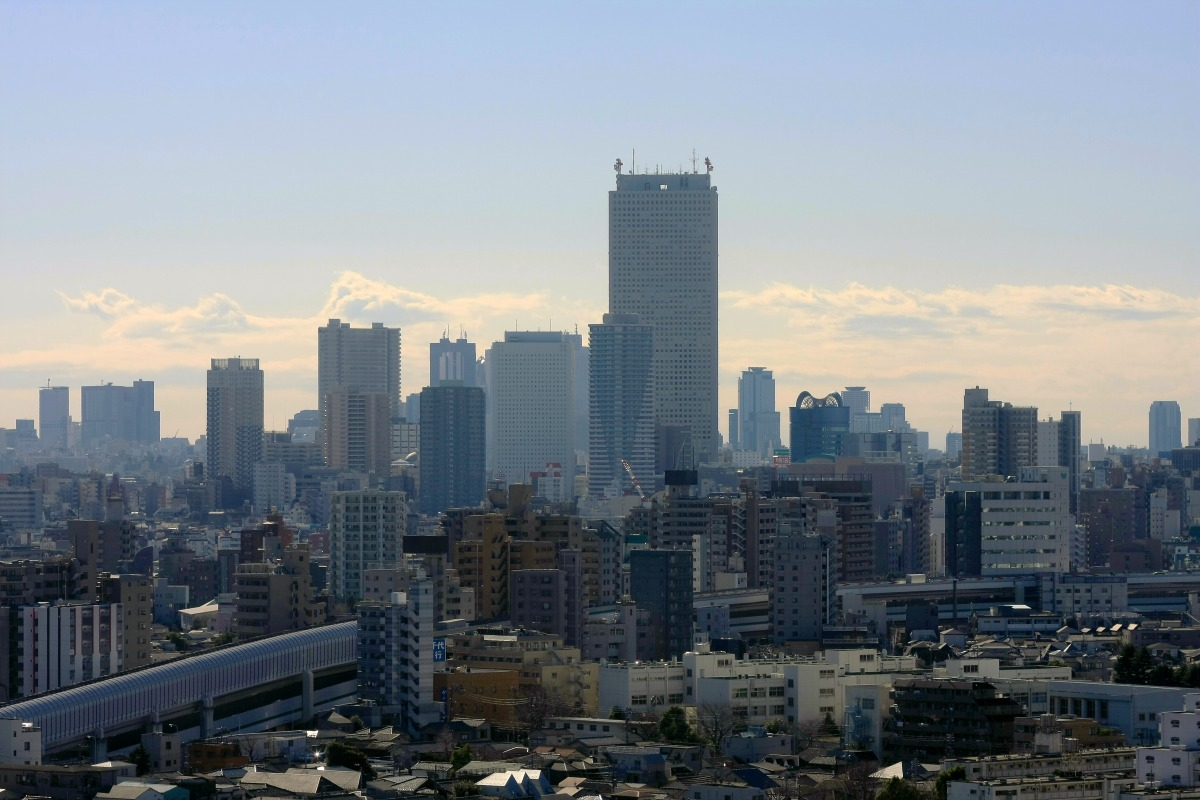
池袋の超高層ビル群

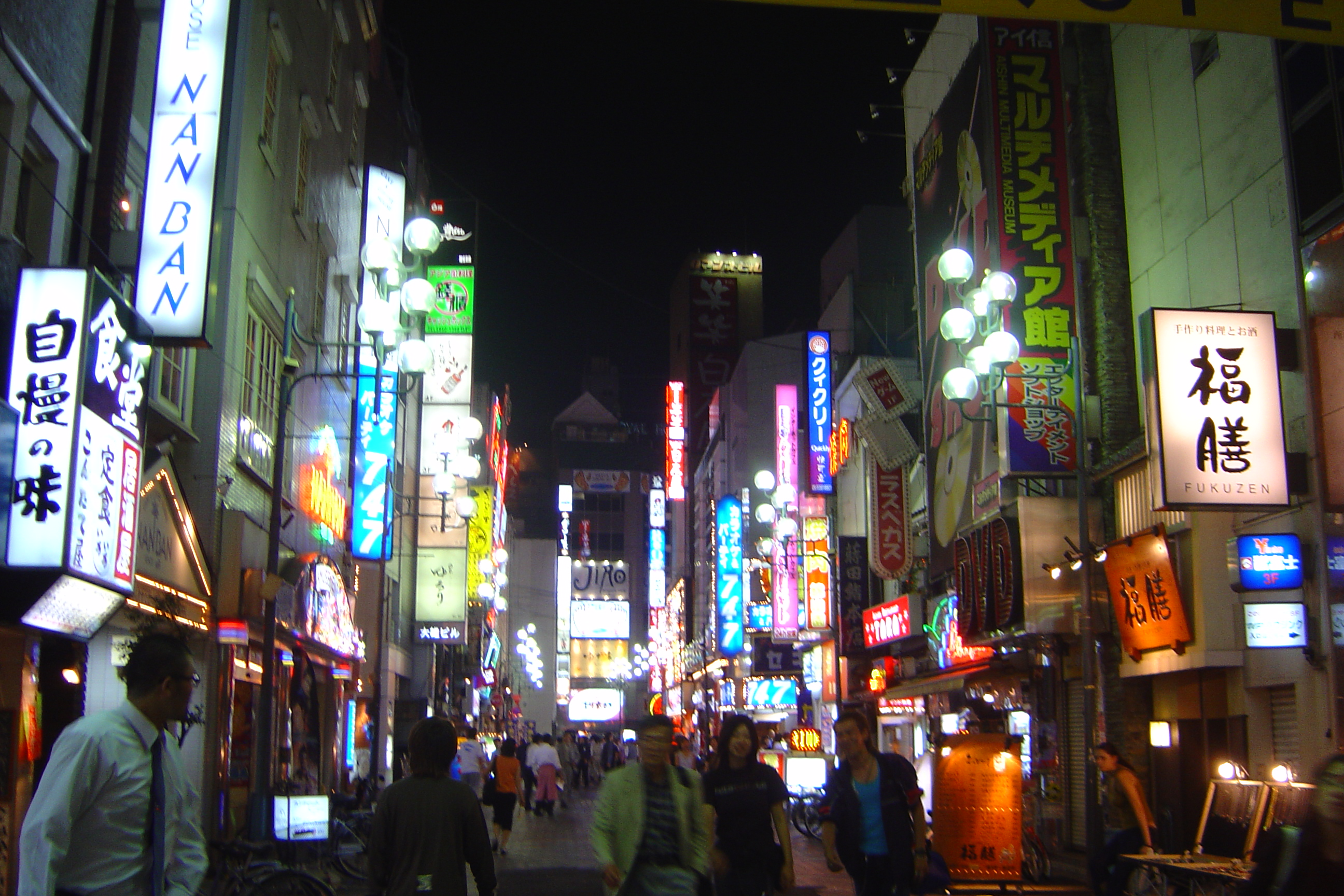
池袋駅西口の歓楽街

池袋（いけぶくろ）は、東京都豊島区に所在する池袋駅を中心とする、東京屈指の繁華街・歓楽街。東京の副都心の一つであり、豊島区における交通・商業・行政の中心的な地域である。
行政地名としての池袋は池袋駅北西に位置する町名であり、一丁目から四丁目まで存在する。広域地名としての池袋は南池袋、東池袋、西池袋なども含む。

## 概要
池袋は、新宿や渋谷と並ぶ山の手の3大副都心の一つ。池袋駅を中心に駅の東口及び西口には大規模な繁華街が広がり、巨大な百貨店や専門店、飲食店などが局在する。北口および東口サンシャイン通り裏手、同明治通北側一帯には大規模な歓楽街が広がり、サンシャイン60（サンシャインシティ）や豊島区役所などの超高層ビルが建ち並んでいる。東口にはビックカメラ池袋本店やヤマダデンキLABI1日本総本店池袋が位置し、家電量販店の激戦区になっている。他にもラーメンや書店、風俗店の激戦区としても知られる。2020年7月には旧豊島区役所跡地周辺に超高層ビルのHareza Tower と東京建物Brillia HALL をはじめ8つの劇場を含む文化にぎわい拠点「ハレザ池袋」が開業した。また池袋駅西口では三菱地所による「池袋駅西口地区再開発事業」が計画されており、超高層ビル3棟が駅前に建設される予定となっている。
東口方面には西武池袋本店、池袋パルコ（本店）、サンシャインシティ（サンシャイン60）、豊島区役所などが、西口方面には東武百貨店池袋店（本店）、ルミネ池袋（旧称メトロポリタンプラザ）、東京芸術劇場、池袋西口公園、などがある。
1885年に日本鉄道が赤羽駅 - 品川駅間に品川線（現在の山手線の一部・赤羽線〈埼京線の一部区間〉）を開業させたが、当時の池袋周辺は東京市郊外の田園地帯であり、品川線開業当時は駅すら設置されなかった。1903年に池袋駅が開業し、その後、東上鉄道（現在の東武東上線）や武蔵野鉄道（現在の西武池袋線）が乗り入れ、鉄道の結節点としての機能を高めていった。1923年に発生した関東大震災を契機に震災被害の大きかった下町から、武蔵野台地上で地盤の強い西武池袋線や東武東上線沿線の郊外エリアに転居する人が増加し、それに合わせて新宿駅や渋谷駅と同様に池袋駅の利用者数も増加の一途を辿ることとなった。戦後の高度経済成長に伴う東京都市圏の拡大で、東京西部や埼玉県の郊外人口はさらに増加した。
現在の池袋駅は4社8路線からなる巨大なターミナル駅であり、池袋駅の一日平均乗降者数は約265万人（2019年度）であり、新宿駅・渋谷駅に次いで世界3位である。池袋駅は埼玉県方面に伸びる路線が多数乗り入れ、埼玉県からのアクセスがよいため、通勤・通学・買い物で利用する埼玉県民が多い（「埼玉都民」も参照）。池袋駅の駅ビルが発達し、駅だけで買い物などが事足りてしまうため、新宿や渋谷と比較して面的な街の広がりが小さいことを揶揄して「駅袋（えきぶくろ）」と言われることもある。池袋駅北側にある「いけふくろう」は池袋の待ち合わせ場所として知られている。 
池袋駅西口（北）方面には観光地化されていない中華街が広がっており、中国から直輸入した食品・書籍や、本場同様の料理（ガチ中華）を提供する店が多数存在する。例えば、友誼商店、陽光城、海羽日光などの中華料理をメインにしたスーパーマーケットや、友誼食府などのフードコート、知音食堂、串串香麻辣湯、逸品火鍋、火焔山蘭州拉麺などの中華料理屋などが存在する。その他にも、旅行代理店、書店、不動産仲介店、美容院、自動車学校など、在日中国人が日常生活で利用する店が営業している。これらの店は、1980年代以降に来日した中国東北地方や福建省出身の新華僑が経営する店がほとんどである。また、在日中国人によるビラ配り等も散見される。 
アニメイト池袋本店や乙女ロードを中心として東口には若い女性を対象にしたアニメグッズや同人誌、コスプレアイテムなどを扱う店舗が密集しており、秋葉原が男性を中心としたおたくの街なのに対し、池袋は女性おたくの街としても認知されている。
池袋駅から少し離れると立教大学（西池袋）、帝京平成大学（東池袋）、重要文化財に指定されているフランク・ロイド・ライト設計の自由学園明日館、多くの著名人が眠る雑司ヶ谷霊園などの緑や文化財も多く、池袋演芸場などの寄席や小劇場もある。

## 地名の由来
現在の池袋駅西口のホテルメトロポリタン一帯（西池袋1丁目）に存在していた袋型の池が「袋池（丸池）」と呼ばれており、それが地名の直接の由来となったとされている。
ただし当地は旧雑司ヶ谷村であり、池袋の元々の中心部だったといえる池袋本町（かつての本村）からは離れているため、この説には異論がある。
なお、丸池は時代を追って縮小され、1970年代中頃までは現在のホテルメトロポリタン北側に存在した「元池袋公園」内に空池（からいけ）の状態で残っていたが、現在は完全に埋め立てられ、地名由来とされる池を偲んで、元の場所より東側の隣接地に元池袋史跡公園が開設された。

## 歴史
古くは武蔵国豊嶋郡池袋村といい、戦国時代の古文書である『小田原衆所領役帳』（永禄2年・1559年）には「太田新六郎 知行 三貫五百文 池袋」とあることから、中世には既に地名（長崎・雑司ヶ谷・巣鴨・高田など）とともに確立していたと考えられる。
明治の廃藩置県が行われると、東京府（一部は浦和県から編入）に属し、1889年の町村制施行で、巣鴨村の大字となる。池袋が栄えるきっかけとなったのは、鉄道の開業である。上野駅 - 前橋駅間に路線を開通させていた私鉄の日本鉄道が、1885年に官営鉄道（新橋駅 - 横浜駅）との接続を目的に、現在赤羽線（埼京線）・山手線となっている赤羽駅 - 品川駅間の路線を開業させた。だが、この時には池袋の地に駅は設けられなかった。
その後、1903年に田端駅への支線を建設することになった。当初は目白駅での分岐が想定されていたが、崖地がある地形などの難点が指摘され、将来の他線との接続も考えて、目白駅の北の広く平坦な台地上に新たに池袋駅を開設して、ここから分岐することになった。

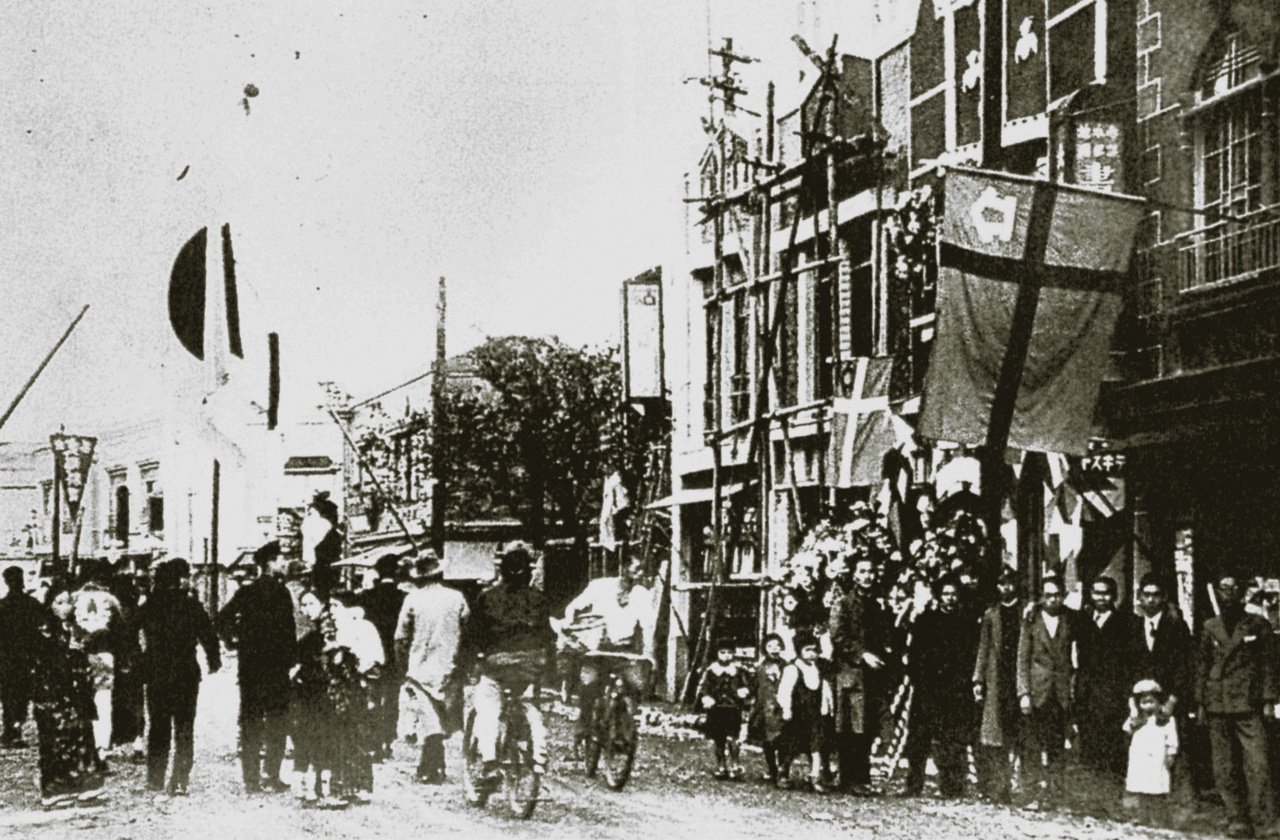
立教通り商店街（1931年）

大正から昭和にかけ、東上鉄道（今の東武東上本線）や武蔵野鉄道（今の西武池袋線）なども池袋へ乗り入れるが、これらはどちらも当初繁華街とはいえなかった池袋は起点とせず、当時の繁華街であった神田や巣鴨（東京市電が1912年には乗り入れていた）への乗り入れを前提としていた。その過程において池袋は仮のターミナル駅として開設されたが、その後の事情でどちらも都心への延伸を断念し、結果として池袋起点となったものであった。この頃、東京市北部で栄えていたのは巣鴨のほか、白木屋があり王子電気軌道（今の都電荒川線、1911年に開業）と山手線が交差していた大塚駅辺りであった。池袋は豊島師範（東京学芸大学の母体の一つ）や立教大学など、学校が置かれたことから文教地区となっていった。
1921年には、東京市社会局の手により浮浪児の収容施設も設置された。

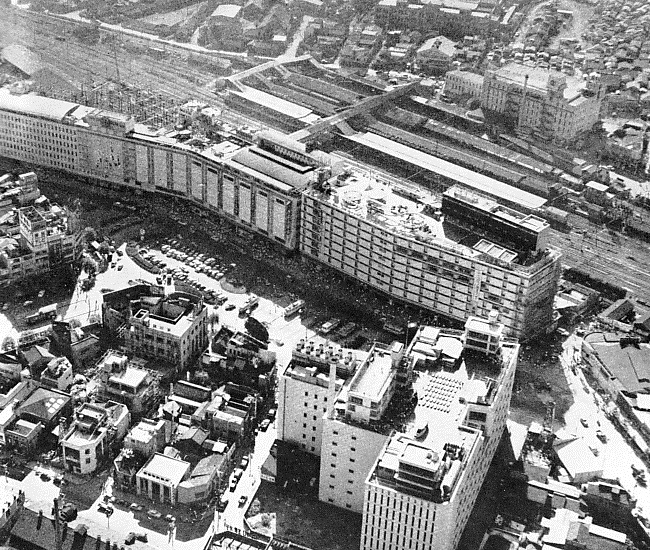
1960年頃の池袋

1933年に白木屋と京浜急行電鉄が共同で設立した京浜百貨店が1930年代に菊屋デパートの名で池袋駅に開店。そして東京市電（1943年に東京都電となる）が1939年に池袋駅前に乗り入れ、この頃から交通の結節点として、賑わいを見せるようになる。菊屋は1940年に武蔵野鉄道（現：西武鉄道）に買収され、武蔵野食糧を開設。武蔵野デパートを経て1949年に西武百貨店と改称した。
太平洋戦争直後は池袋駅の東西に闇市#戦後の闇市が立ち並んだほか、国鉄の駅整備に民間出資を受ける代わりに商業施設を受け入れる民衆駅という手法で池袋駅の開発が進み、1958年に百貨店の東京丸物池袋店（後のパルコ）が開店した。また、東武百貨店が1962年に本店を開店して、1964年に東横百貨店池袋店を買収した。池袋は新宿や渋谷と比べて駅すぐ近くで買い物や飲食を済ませたり、構内から出ずに他線へ乗り換えたりする人が多く「駅袋」とも言われたが、1980年にかけて東池袋にサンシャインシティが開業するなど広域での再開発も進んだ。
近年は乙女ロードを中心に若い女性オタクの利用者が増加し、サブカルチャーの街として成長しつつある。高野之夫区長が文化事業や街の美化に取り組んだ結果、2013年の住みたい街ランキング3位になる程の人気スポットに変わりつつある（2018年は5位）。2014年から池袋ハロウィンコスプレフェスやacosta!などのコスプレイベントが開催が始まり、コロナ禍以降、コスプレの聖地として知れ渡るようになる。
現在池袋と名の付く地区の大半は一時期は西巣鴨町に属していた。東池袋二丁目には西巣鴨橋という橋が現存する。また、サンシャインシティは巣鴨拘置所の跡地に建てられたものである。

## 主な施設

### 東池袋・南池袋
- サンシャインシティ
  - ナムコ・ナンジャタウン
    - 池袋餃子スタジアム
    - アイスクリームシティ
    - 東京デザート共和国

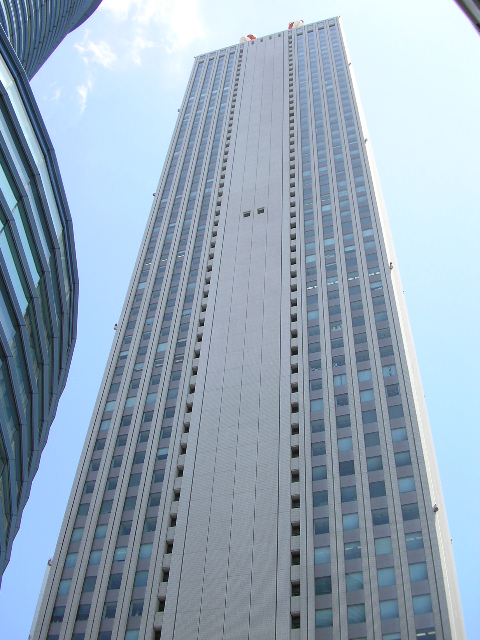
サンシャイン60

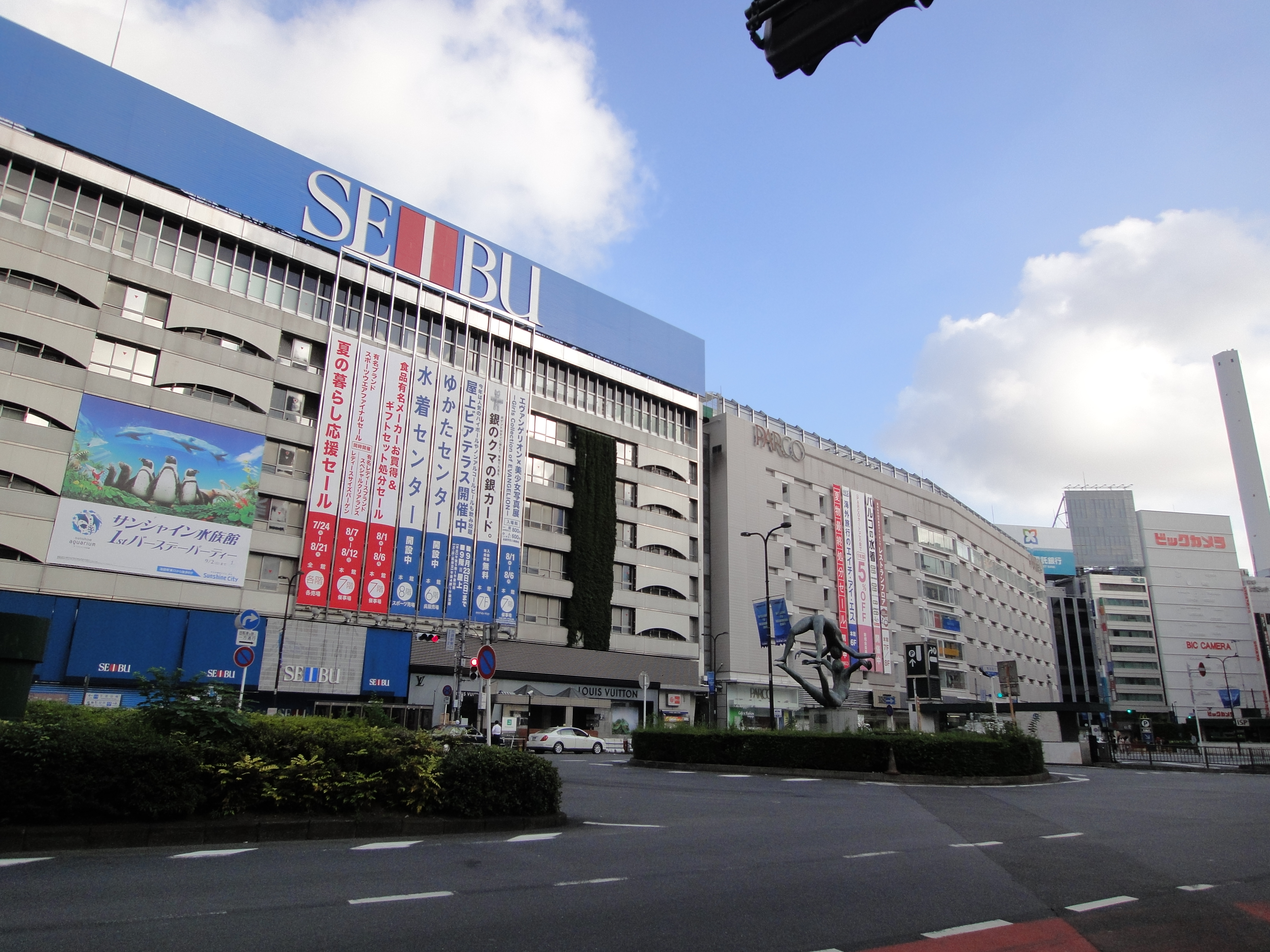
西武池袋本店

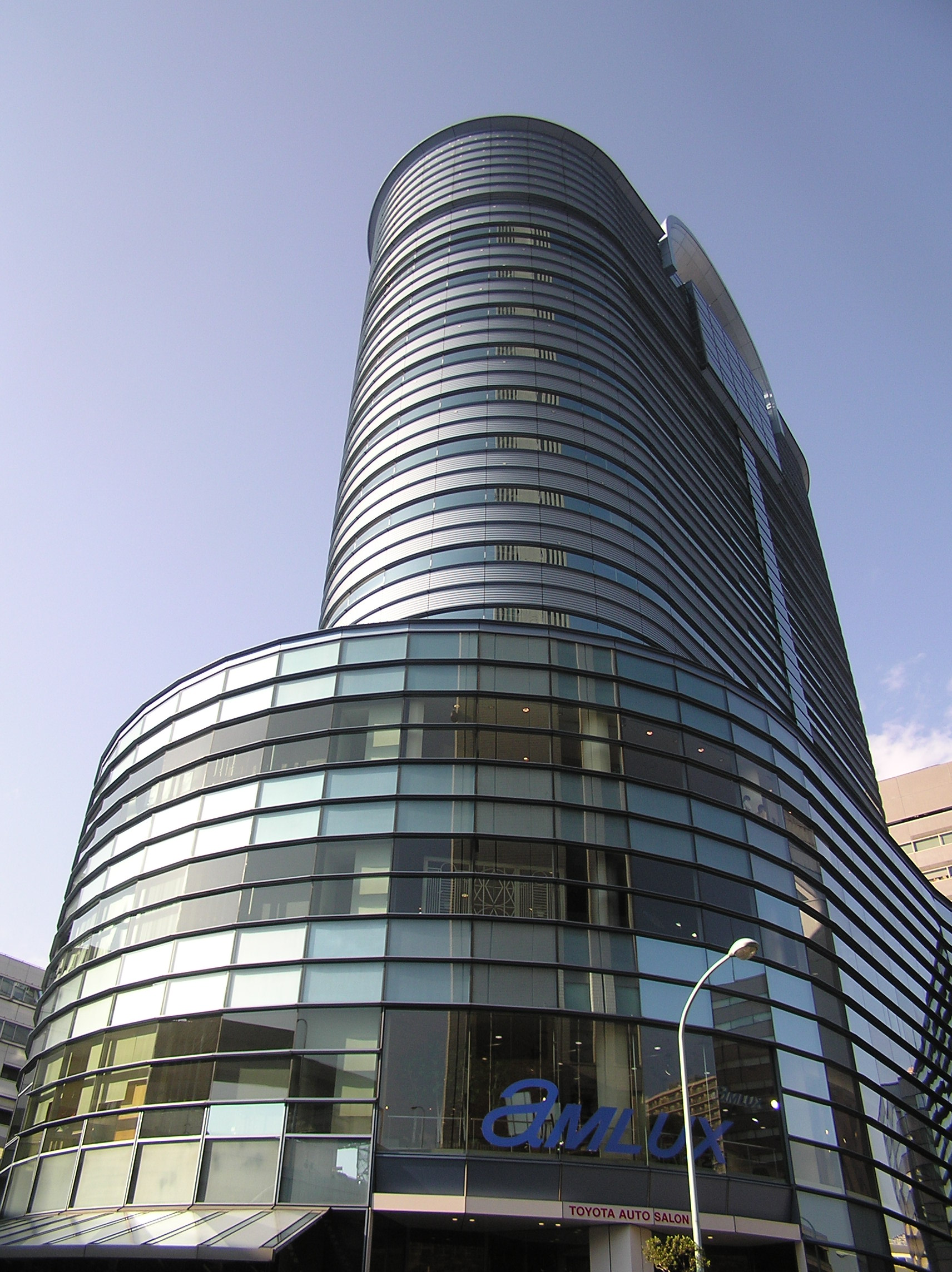
サンシャインシティ アネックス（旧アムラックス）

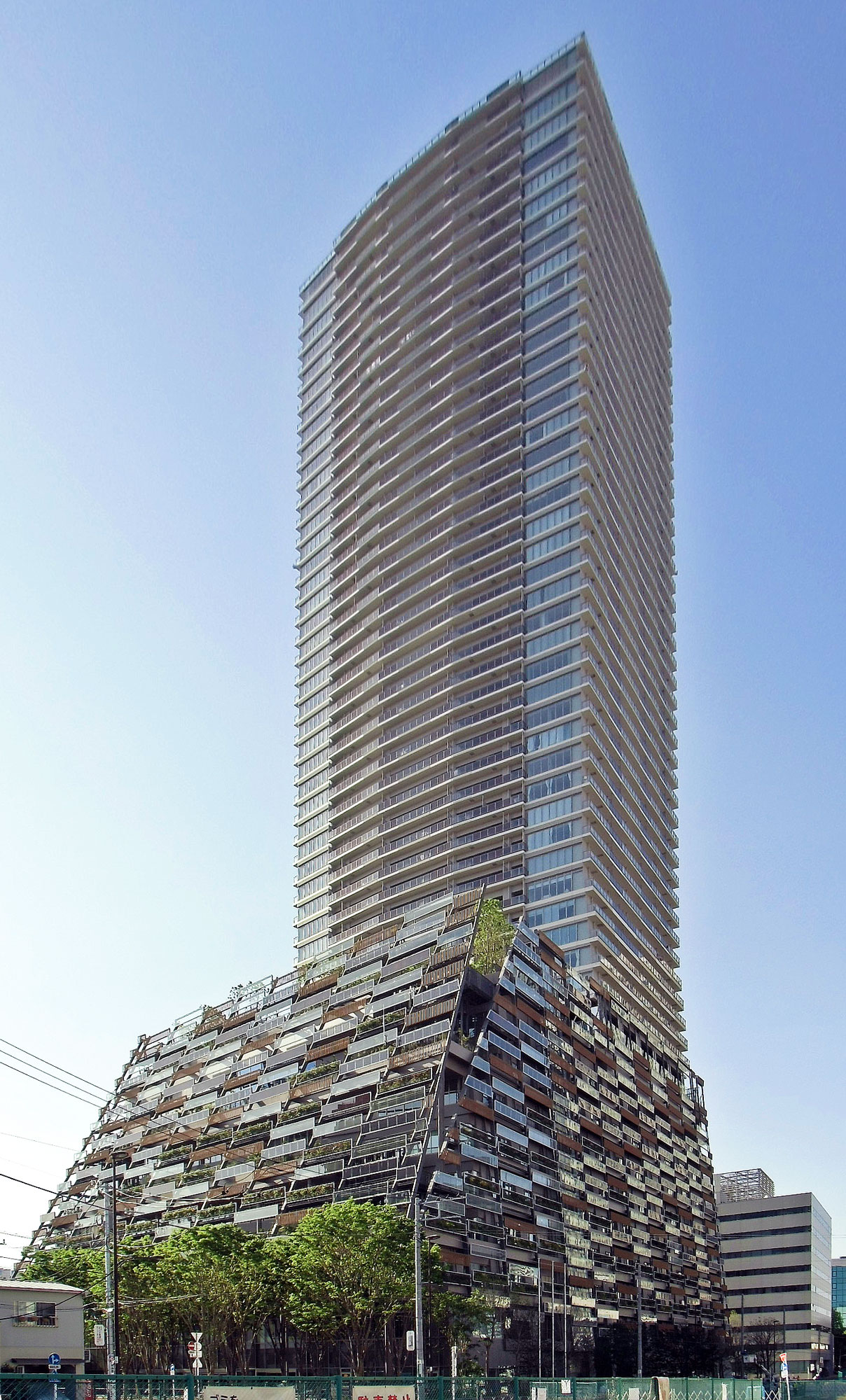
としまエコミューゼタウン

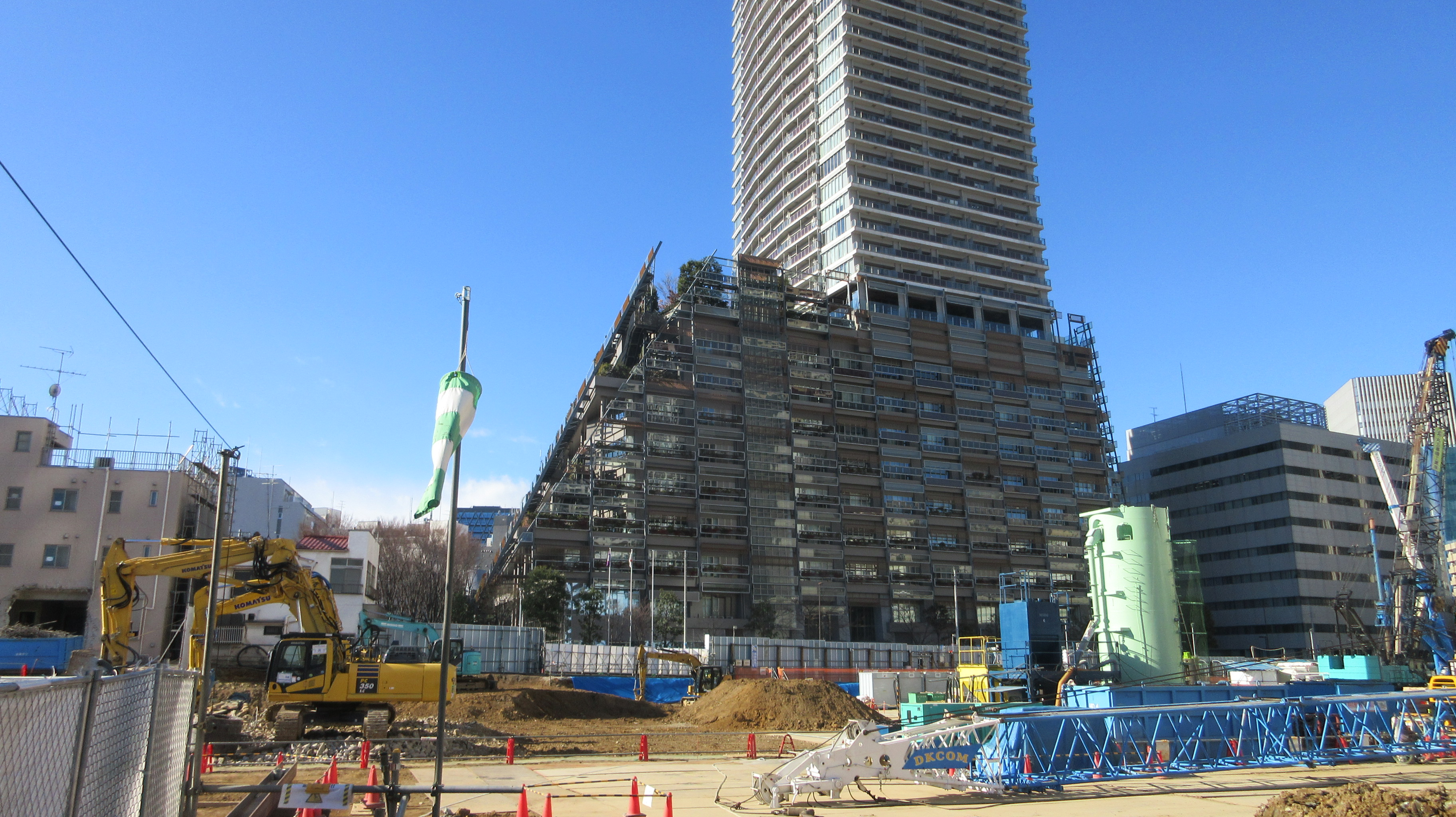
Minami Ikebukuro C Ward Redevelopment Project ・Ward office

  - サンシャイン60…展望台、スカイデッキ、クルーズクルーズ、トリアノンレストラン
  - サンシャインプリンスホテル
  - 専門店・レストラン街アルパ
  - 専門店・レストラン街アルタ（旧・三越YOU館）
  - サンシャイン水族館
  - コニカミノルタプラネタリウム満天
  - 古代オリエント博物館
  - サンシャイン劇場
  - 舶来横丁
  - 展示ホールA - D
  - サンシャインシティ アネックス（旧アムラックス）
- 西武池袋本店（そごう・西武）
  - かつて、糸井重里のキャッチコピー「おいしい生活」などで知られるセゾン文化の発信基地となった、西武百貨店の本店であった。ファッションに敏感な女性に今でも根強い人気を誇る。2021年春の日経リサーチが行った「商業施設の利用実態調査（首都圏版）」によれば、首都圏での集客力1位の商業施設[9]。新宿伊勢丹に次ぐ都内屈指の人気と売上額を誇る百貨店でもある。
- ビックカメラ池袋本店・ビックパソコン館池袋本店・池袋東口カメラ館・池袋東口総合館
- ヤマダデンキLABI1日本総本店池袋（旧・三越池袋店）・LABI1池袋モバイルドリーム館
- ドン・キホーテ池袋東口駅前店
  - 2010年2月に閉店したさくらや池袋店の跡地にオープンした。
- 池袋パルコ、P'パルコ
  - 池袋の若者ファッションの発信基地。パルコの本店である。パルコ1号店で、旗艦店の渋谷パルコより売上高は多い。現在はJ.フロント リテイリング傘下であり、旧セゾングループからは離脱したが、現在でも西武池袋本店とは各階が渡り廊下で接続されている。
- アンティ・アンズ 池袋東口店
  - 日本初上陸となるプレッツェル専門店。
- キュラーズ東池袋店
- ジュンク堂書店池袋本店
  - 自転車置き場・座り読みコーナーも充実していて駅構内の旭屋書店・三省堂書店に劣らず高い集客数。
- 池袋病院
- 池袋イーストビル
- アニメイト池袋本店 - 乙女ロード沿い
- まんだらけ池袋本店 - 乙女ロード沿い
- コミックとらのあな池袋店
- ゲーマーズ池袋店
- メロンブックス池袋店
- ケイ・ブックス池袋アニメ館、池袋コミック館
- 東京建物 Brillia HALL（豊島区立芸術文化劇場）
- 東京音楽大学
- 帝京平成大学池袋キャンパス
- 東京福祉大学池袋キャンパス
- 東池袋中央公園
- としまエコミューゼタウン
  - 豊島区役所
- ライズシティ池袋
  - あうるすぽっと
- シアターグリーン
- 南池袋公園
- 雑司ヶ谷霊園
- ニトリ 池袋サンシャイン60通り店
  - 元東急ハンズ池袋店跡地に2022年11月にオープンした。

### 西池袋・池袋
- 東武百貨店 池袋本店

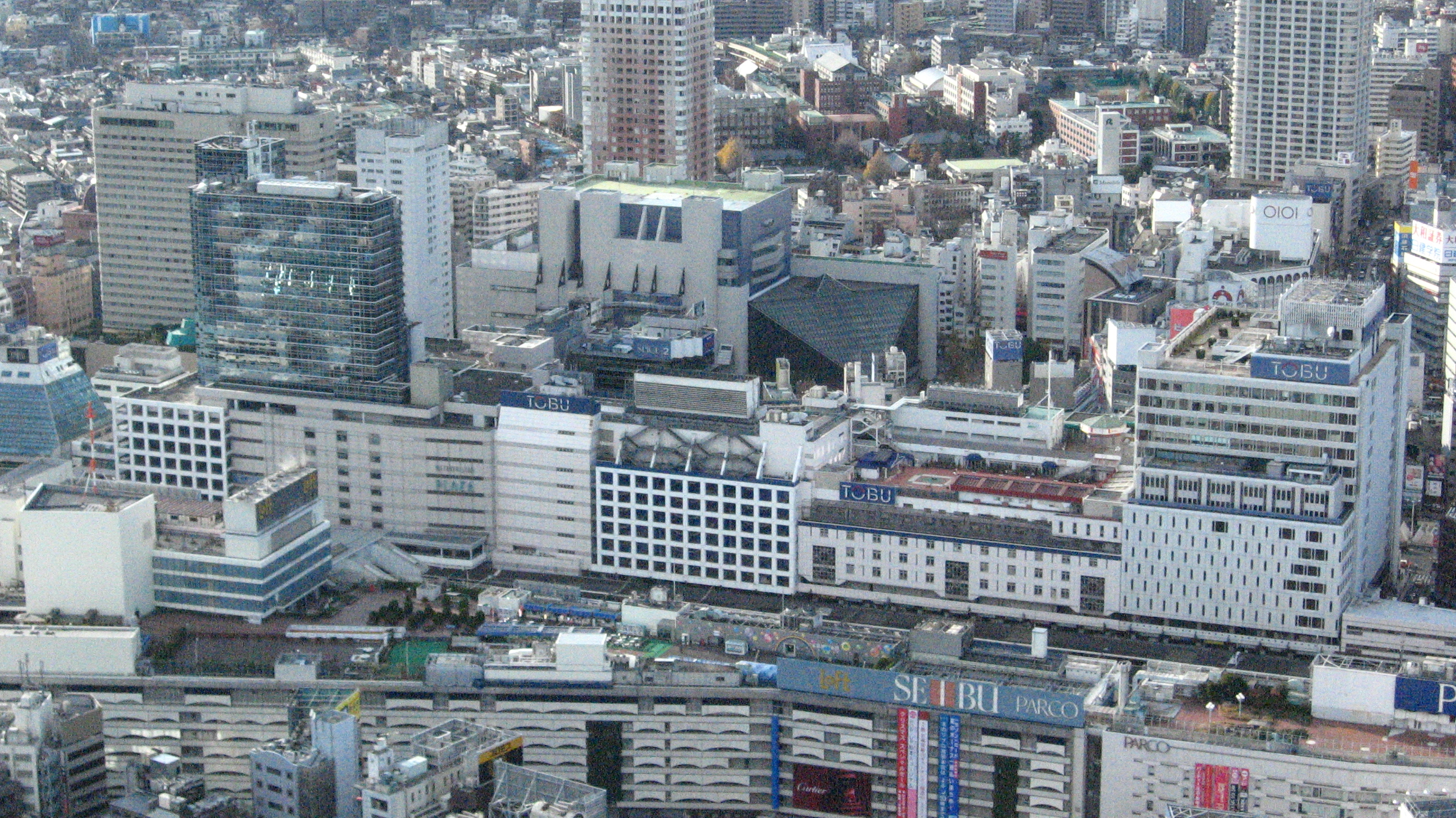
東武百貨店池袋本店

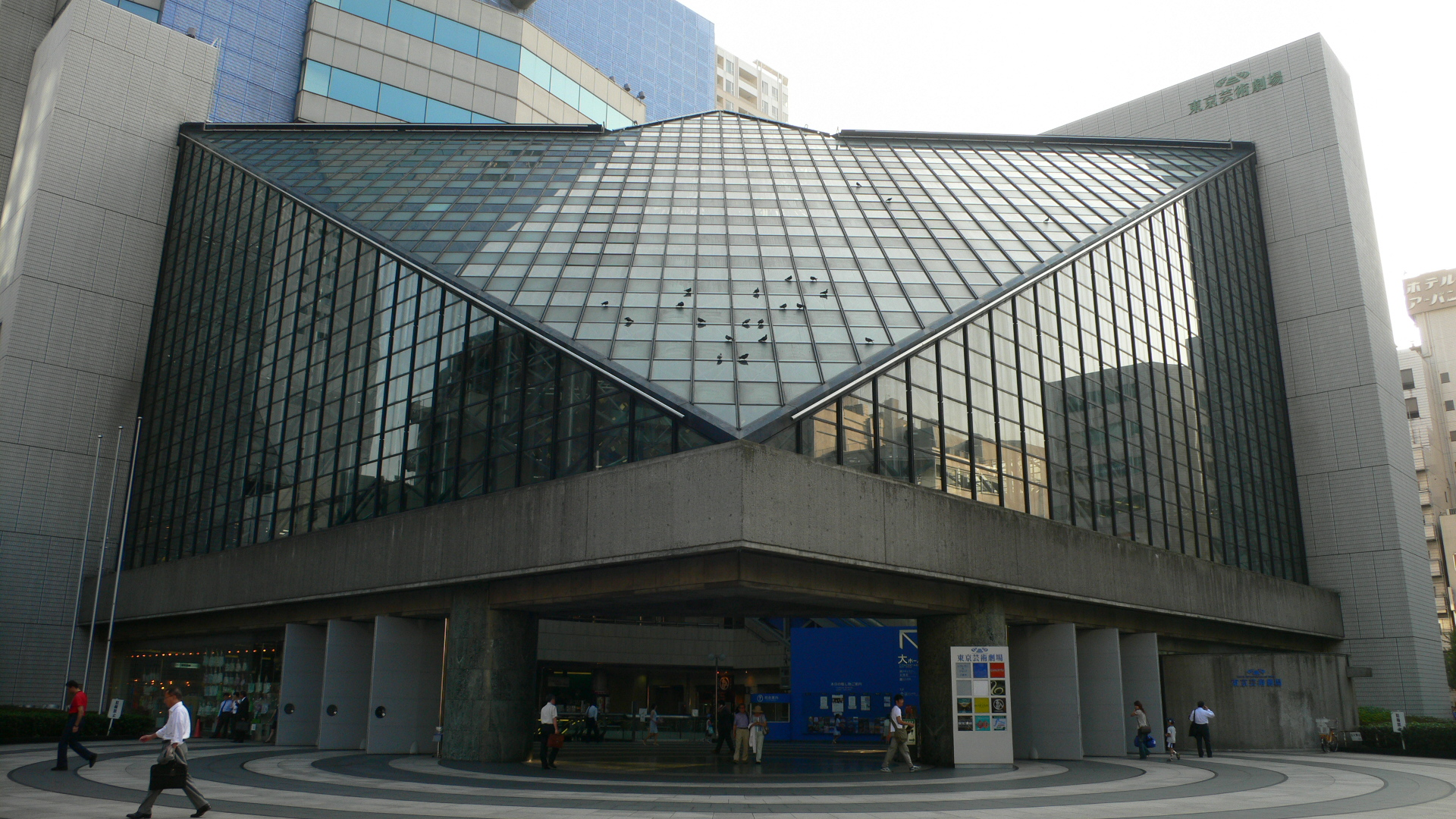
東京芸術劇場

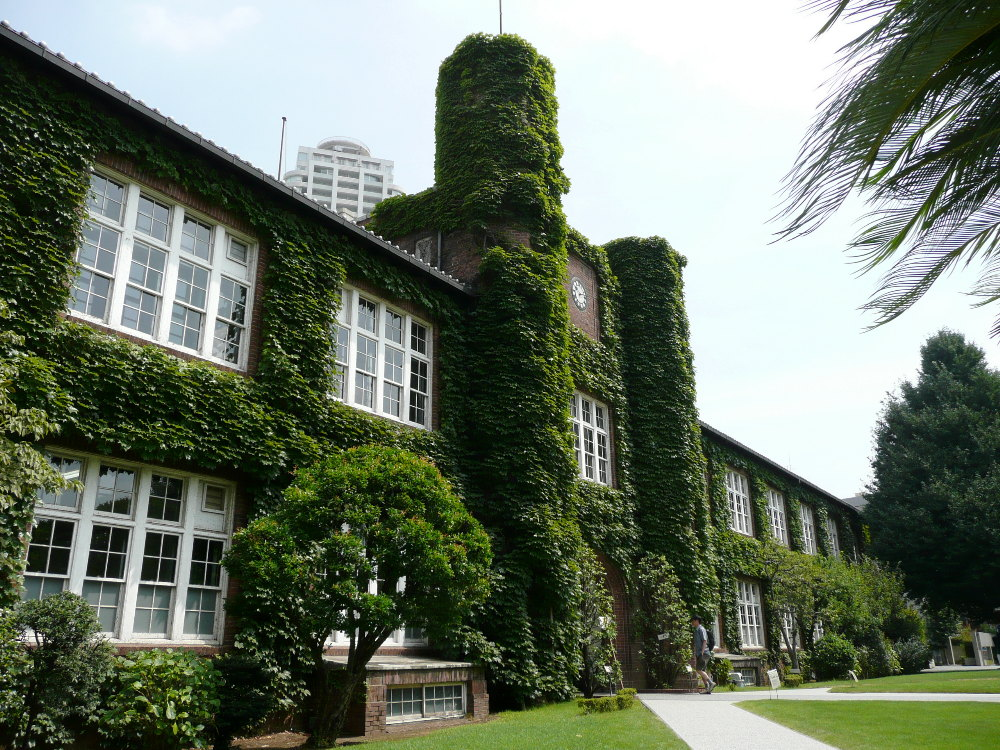
立教大学

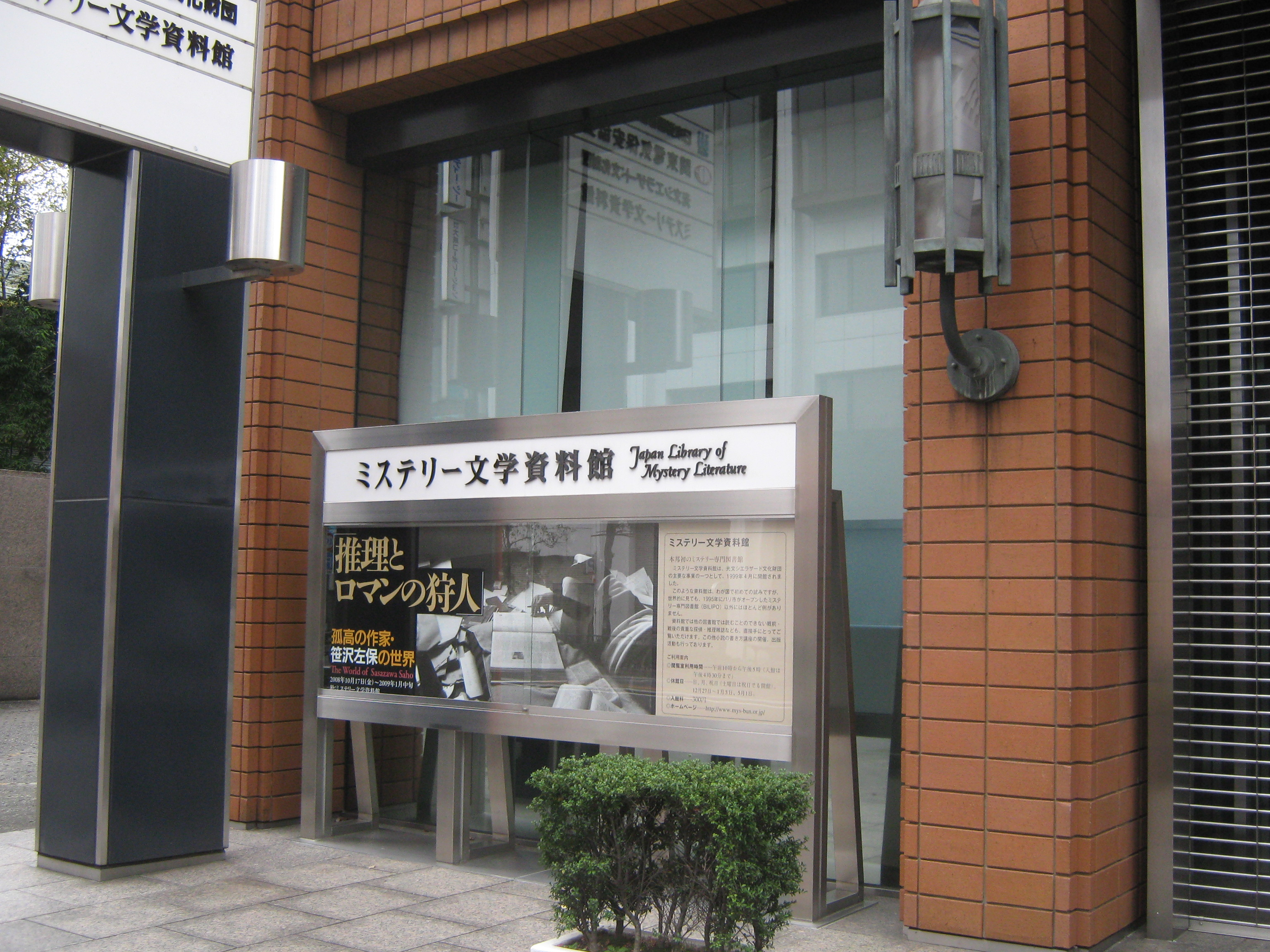
ミステリー文学資料館

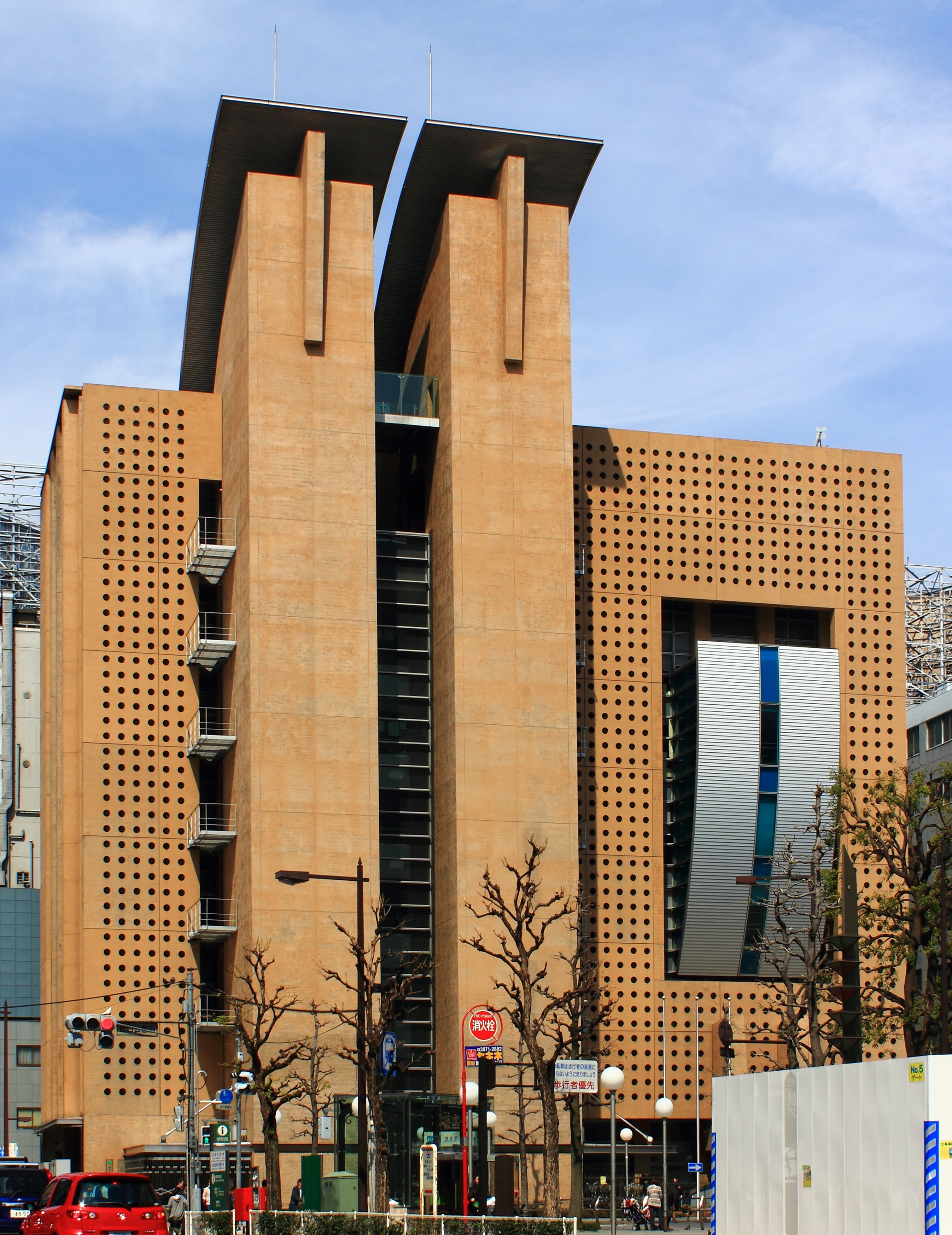
東京都豊島合同庁舎

  - 売り場面積都内最大の百貨店。隣接するルミネ池袋と合わせれば、国内最大規模の商業施設である。日経リサーチが行った2021年春の「商業施設の利用実態調査（首都圏版）」によれば、首都圏の商業施設で集客力7位[9]。和洋中55店舗を誇る都内最大規模のレストラン街・SPICEは、夜11時まで営業（フロアによって営業時間は異なる）西口で詳述。
- ルミネ池袋
  - かつてはメトロポリタンプラザだったが、JR東日本の子会社間による事業再編により、2010年4月1日より「ルミネ池袋」としてオープンした。
- ホテルメトロポリタン
- エソラ池袋
- ビックカメラ池袋西口店
- ロサ会館
  - 1945年に映画館としてオープン以来、現在では飲食店、風俗店、漫画喫茶、スポーツ施設など様々店舗が雑居した老舗アミューズメントセンターである。
- クラブハウスウェディング・リビエラ東京
  - 立教通り沿いの結婚式場。1950年に料亭・白雲閣として創設、その後リビエラ白雲閣、クラブハウスウェディング・リビエラ東京と改名している。
- 自由学園明日館
  - 米国の建築家の巨匠・フランク・ロイド・ライト設計で重要文化財に指定されている。
- 江戸川乱歩居宅
- 池袋警察署 - 交通違反反則金納付の池袋通告センターと一体。
- 池袋防災館 - 池袋消防署内にあり、災害を模擬体験できるコーナーがある。
- 豊島区立郷土資料館
- 東京芸術劇場
- 立教大学
- 極真会館 - 極真空手の総本山
- 池袋西口公園
- 東京都豊島合同庁舎（豊島法務局）
- 豊島清掃工場（池袋マンモスプール跡地）
- 昭和鉄道高等学校
- 豊島学院高等学校

## 繁華街
池袋は日本有数の繁華街の一つであり、駅の東西に繁華街が広がっている。近年は駅ビルだけではなく、南口エリアにも繁華街が広がり、ビームスやアディダスジャパン、スターバックスなど路上店舗も増加傾向にある。

### 東口
駅東口には西武池袋本店、パルコ、サンシャインシティ、ビックカメラ、ヤマダデンキなどがあり、東口一帯に繁華街が広がる。駅からグリーン大通りを進むと左手にサンシャイン60ビルが見えてくる。サンシャインシティ方面へ延びるサンシャイン60通りは、飲食店、映画館、ゲームセンター等も多く、休日は歩行者天国になっている。このサンシャイン60通り沿いや、ヤマダデンキLABI1日本総本店池袋の西側には歓楽街が広がっており、2014年10月には結婚式場等が入居する商業施設WACCAもオープンしたことにより、ますますの賑わいを見せている。
パルコ、P'パルコ、サンシャインシティアルパ&アルタなどがある。
池袋はジュンク堂書店池袋本店（本屋としては日本一の大きさを誇る）、リブロなどの都内屈指の書店激戦区でもあり、10店舗以上のCD店が競合する音楽激戦区、ラーメン、回転寿司などのグルメ激戦区でもある。書店については、神保町の神田古書店街や早稲田のように密集はしていないものの古書店も非常に多く、大型新刊書店の多さとあいまって東西池袋は神田新保町に次ぐ「本の街」の様相を呈していたが、その主力を担っていた東口の光芳書店チェーンが大幅に店舗整理したこともあり、かつての盛況には及ばない。またサブカルチャーの一部であるアニメのグッズや書籍などを販売しているアニメイト池袋本店やとらのあな、ゲーマーズ、メロンブックス、らしんばん等の店舗も東口の乙女ロードを中心に立地している。
- 西武池袋本店（旧西武百貨店池袋店）は、東口の顔で、そごう・西武の基幹店でもある。エルメスやラルフローレンなど欧米の人気ブランドを日本の百貨店の中でいち早く導入し、ブランド力のあるデパートに発展させ、かつてのセゾン文化の発信基地にもなった。新宿伊勢丹等に次いでファッションに敏感な女性に根強い人気があり、都内屈指の売上額（全国3位、都内2位）を誇っている。また同百貨店のデパ地下は、『日経MJ』の2002年などの調査で首都圏人気NO1に選ばれた。また西武百貨店の源流は、三井高利が始めた三越の前身の呉服店、越後屋（1672年創業）より古い、1662年創業の呉服店、日本橋白木屋に求められる。1933年に白木屋と京浜電鉄が共同で設立した京浜百貨店が菊屋デパートの名で池袋駅に出店し、その後、武蔵野デパートを経て西武百貨店になった。
- サンシャインシティは、展望台を有する超高層ビルの「サンシャイン60」をはじめ、都市型テーマパーク「ナムコ・ナンジャタウン」、国際水族館、コニカミノルタプラネタリウム「満天」、サンシャイン劇場、専門店・レストラン街「アルパ・アルタ」、プリンスホテルなどからなる日本初の複合都市。巣鴨プリズンの跡地を再開発して完成した。近年、りらくの森、アイスクリームシティ、「シュークリーム畑、餃子スタジアムなどのテーマパークもオープンしている。アルパの噴水広場では各種イベントも開かれる。
- シアターグリーンは、渋谷ジァン・ジァン、自由劇場、下北沢の本多劇場と並ぶ歴史のある劇場で、若手劇団の登竜門になっている。大中小3ホールからなり演劇祭も開催される。池袋駅東口から徒歩3分。
- サンシャイン通りに近い路地を入ると昭和の叙情的ムードが漂う飲み屋街・「ひかり横丁」（現在は閉鎖された）や、北側には、かつての骨董街神田から移ってきた骨董店が入居する「東池袋骨董商会」がある。毎月第2月曜日、池袋駅前公園で骨董市が開催されている。
- ヤマダデンキは「LABI」という都市型店舗としては国内3店舗目となる「LABI池袋店」を東口に出店。その立地はビックカメラ池袋本店の1軒隣で、ビックパソコン館池袋本店の正面に位置するため、2社の間で売り上げ争いが勃発、その様子はマスコミでも大きく取り上げられた。また、2009年5月に閉店した三越池袋店の建物が2009年10月にヤマダ電機LABI1日本総本店池袋となり、近接する地域のビックカメラ・ヤマダ電機がともに2店舗となることからマスコミでも大きく報じられた。また、当時この2社は同じく池袋に店舗を持つさくらやを傘下におさめているベスト電器の買収合戦でも対立していた。

### 西口
駅西口には東武百貨店、メトロポリタンプラザ（東武百貨店プラザ館・ルミネ池袋）、東京芸術劇場、立教大学などがあり文化・芸術の香る街である。また居酒屋など飲食店が密集するロマンス通りや西一番街中央通りなどにライブハウスや映画館などがあるロサ会館や池袋演芸場などもある。メトロポリタンプラザの西南には、日本で最初にケーキブッフェを始めたことで有名なホテルクラウンプラザ・メトロポリタン東京がある。南西エリアは、木々の茂る西池袋公園や立教学院本部、中学校や小学校があり、西池袋2丁目 - 4丁目、目白3 - 5丁目にかけて閑静な住宅町が広がる。
- 西口の顔である東武百貨店は、売り場面積都内一・食品売り場面積は日本一の百貨店である。レストラン街SPICE・SPICE2だけで51店舗を数え、都内最大の店舗数を誇る。
  - SPICEだけではなく、メトロポリタンプラザ7F - 8Fの「レストラン街」24店を合わせれば75店舗になり、東武本館B2Fから6Fまでの「カフェ」9店、東武本館B2F - B1Fまでの「イートイン」11店を合わせれば95店舗、メトロポリタンプラザB1F・3F・5Fの「カフェ」3店を含めれば98店舗、東武ホープセンター（地下街）の「飲食店」13店を合わせれば、111店舗の飲食店が集まる、日本はおろか世界で最も飲食店の多い商業施設の一つと言える。
  - 日経MJや（株）インターワイヤードなどの人気デパ地下調査でも3位にランクインしている。隣接するメトロポリタンプラザと合わせれば、売場面積が102,571m2に達し、国内最大規模の商業施設でもある。床や壁には大理石が敷き詰められ豪華絢爛な雰囲気をかもし出している。
- メトロポリタンプラザ（東武百貨店プラザ館・ルミネ池袋）のB1Fから6Fまでは女性向け衣料や雑貨が中心。その他に、いけだ書店、HMV、無印良品、映画館やリラクゼーションスペース、銀行、証券会社、郵便局、クリニック、貸し会議室なども併設されている。
  - 顧客の97%は女性で占め、alpaやアルタと並ぶ若い女性ファッションの中心地になっている。渋谷109より売上額は多い。飲食店としては、既に触れた様に東武百貨店のレストラン街「スパイス」のほかに、メトロポリタンプラザにもレストラン街があり、和・洋・中やビアレストランからアジアンテイスト、本格和食まで幅広い味覚が楽しめる。
- 西口ロータリーに繋がる池袋西口公園は、作家・石田衣良の小説『池袋ウエストゲートパーク』(I.W.G.P)がTBS系で長瀬智也、窪塚洋介らの出演でテレビドラマ化され、撮影の舞台になった。当公園の東側には東武会館を挟んで池袋駅と東武百貨店が、南西側には東京芸術劇場が、また北側にはバス乗降場を挟んでビックカメラ西口店・東京都豊島合同庁舎がある。かつて東口の新栄堂、西口の芳林堂と呼ばれ親しまれた芳林堂書店が合同庁舎裏手にあったが、東口のリブロやジュンク堂、東武百貨店内の旭屋書店の出店に押され、2003年12月31日に閉店した。
- 芸術劇場の西側、劇場通りを挟んだ路地奥には西池袋公園があり、周辺にはカフェ・チェーン店（エクセルシオール、ドトールコーヒー、カフェ・ベローチェ）や各種飲食店が点在する。また五差路交差点付近にはファミリーレストランジョナサン（五差路交差点南東角）や、デニーズ（劇場通りを北に進んだ西側道路沿い）もあり、ファミリーも利用しやすい環境が整っている。西池袋公園の奥には結婚式場「リビエラ白雲閣」および立教大学がある。
- 池袋駅西口駅前から池袋西口公園にかけての地下は東京メトロ有楽町線および東京メトロ副都心線の池袋駅となっている。2009年3月にエチカ池袋が駅コンコースに、2009年11月にエソラ池袋が駅直上にそれぞれオープンした。エチカ池袋を出て西へ移動すると創業大正8年の老舗漢方薬局である一二三堂薬局が店を構えている。

### 西口（北・南）
南北に伸びる池袋駅が池袋の街を東西に分断しているため、東口・西口の区分に比べると西口（北・南）エリアの使用頻度は低い。2019年3月、東武鉄道によってそれぞれ「北口」「南口」から名称変更が行われた）。池袋駅が「特定都市再生緊急整備地域」に指定され、そのための協議会に東武鉄道が参加していることに伴う利便性向上対策の一環として改称された。
- 西口（北）は歓楽街が広がり、多くの飲食店やキャバクラ、風俗店、ラブホテルなどが立ち並び、新宿歌舞伎町に似た雰囲気をかもし出している。中には中華物販大手の友誼商店や池袋陽光城、聞声堂中文書店、その他多くの中華料理店などを中心に中華系の店がおよそ200店舗点在しているため池袋チャイナタウンとも呼ばれるミニ中華街がとしての側面もある[11]。また、ヤクザで的屋系の指定暴力団である極東会の本部もこの域内に存在する。ビックカメラ池袋北口店は東京における第一号店として進出してきたが、現在は西口の丸井スポーツ館跡地の池袋西口店に移転している。池袋駅北側を繋ぐ道は、歩行者専用（自転車の場合は下車をして手押しで通行）通路の雑司が谷隧道（通称 ウィ・ロード）、車両が通れる池袋大橋がある。
- 西口（南）は東武百貨店やルミネ池袋をはじめとした大規模な百貨店や、ホテルメトロポリタン、池袋西口公園（IWGP）がある。南側に進むと、池袋駅南側の東西をまたぐびっくりガードがあり、東口側と繋がっている。

### 東口・西口の連絡
- 南北に伸びた池袋駅構内を、南・中央・北の3本の東西地下自由通路が結んでおり、鉄道利用がなくても通行可能となっている。また、池袋駅北側には、北口とヤマダ電機付近を東西で結ぶ地下通路（雑司が谷隧道:下記を参照）も整備されており、スロープを使えば自転車（降りて押して通行）での往来も可能である。
- 他の都内繁華街（新宿駅・渋谷駅）と比べて池袋は鉄道で大きく分断された町並みである。その為、自動車交通は東西の移動がほとんどなく、僅かに百貨店の連絡バスがあるのみである。バスも池袋駅西口・池袋駅東口行きでは経路が全く違う。
- 自動車で池袋に行く場合、各百貨店の駐車場か、東西口の各公営駐車場かに駐車する事になる。東西をまたぐ移動は池袋大橋・びっくりガード・春日通り経由しかない。結局、徒歩で移動する事になるので余程の荷物・大人数等といった事情がなければ、鉄道を使う方が便利である。駅周辺は人通りが多く、自転車で通行すると歩行者の通行を妨げる事になるので、なるべく避けた方がよい。また、自転車で移動する場合は雑司が谷隧道が加わる。池袋と東池袋（池袋駅北口と東口）とを連絡する重要な役目があり、夜中でも人通りが絶えない。但し、歩行者専用なので、自転車で通行する場合は、降りて通行しなければならない。
- 東西連絡通路（南デッキ）構想があり、これは線路上空をまたいで西武百貨店とメトロポリタンプラザを結ぶ通路を設置しようとするもので、豊島区は2013年10月にJR東日本と、東西連絡通路と中央地下通路再整備について覚書を締結した。また、西武百貨店と、建て替えが決まっている西武鉄道の旧本社ビルを結ぶ南北連絡通路構想に関しても、西武鉄道と覚書締結に向け、最終調整を進めている[12]。

### 再開発計画
池袋駅周辺では、現在複数の再開発計画が進行中である。
西口
西口方面では「池袋駅西口地区再開発事業」として、東武百貨店（メトロポリタンビルを除く）、西口公園、バスターミナルを一体で再開発する計画が進行中である。3棟の高層ビル、東口方面との間を結ぶ「北デッキ」などを建設する計画で、2016年には三菱地所・三菱地所レジデンスの2社が協力事業者に選ばれている。またそれ以外にも、旧丸井池袋店跡地に「（仮称）池袋西口プロジェクト」として、2025年を目処に地上28階建ての高層ビルを建設する計画が進んでいる。
東口
東口方面では、旧豊島区役所・豊島公会堂跡地に2020年にオープンした「Hareza池袋」に加え、東池袋一丁目地区に地上33階建ての高層ビルの建築（2027年完成予定）や緑のプロムナードを整備する「東池袋一丁目地区市街地再開発事業」、元造幣局東京支局跡地にオープン予定の「東京国際大学池袋キャンパス」などの計画が進んでいる。
東口繁華街は、副都心線の開業に合わせるように北へ、南へとさらに広がりを見せているため、上記の他に池袋駅東口地下街をサンシャインシティや東池袋4丁目まで延伸する「東口地下街計画」や、LRTを東口駅前からグリーン大通りを直進させ、南池袋2丁目で右折し、都電荒川線・都電雑司ヶ谷停留場に接続する構想なども浮上している（現時点では構想段階にとどまっている）。

## 演劇と映画の街
池袋は、新宿、下北沢、銀座に次いで劇場の数が多い演劇の街であり、演劇・ミュージカルの専門学校、舞台芸術学院もあり、多くの俳優を輩出している。

### 主な劇場
東京芸術劇場
元、東京学芸大学（旧豊島師範）附属豊島小学校の跡地に、建てられ、大中1つと小2つの計4ホールと展示ギャラリーなどから構成される。大ホールはオーケストラ中心のコンサート専用ホールで、客席数は1999。フランス/マルク・ガルニエ社製の世界最大級のパイプオルガンがあり、ルネッサンス、バロック、モダンの3時代それぞれの当時の調律法で演奏可能である。中ホールは客席841で、本格的演劇、オペラ、バレエなどが主に上演される。2つの小ホールは、それぞれ客席300で多目的ホールとして活用されている。西口駅前徒歩1分。
サンシャイン劇場
客席数832。東口サンシャインシティ内。徒歩10分。
シアターグリーン
渋谷ジァン・ジァン、下北本多劇場などと並ぶ若手劇団の登竜門。大中小3ホールからなる。東口徒歩3分。
池袋小劇場
客席数80。劇団と同名。西口徒歩5分。
池袋演芸場
国内に現存する5つの常設寄席の一つ（都内に4つ、大阪に1つ）。西口徒歩3分。
また、池袋は郊外のシネマコンプレックスに押され気味なものの豊島区屈指の映画館の集積地である。東口線路沿いの文芸坐は新文芸坐として、遊技場を加えた娯楽集積施設として新装営業している。

### 主な映画館
- グランドシネマサンシャイン池袋（キュープラザ池袋）
- TOHOシネマズ池袋
- シネリーブル池袋
- 池袋HUMAXシネマズ4
- 池袋東急
- シネロマン池袋
- シネマ・ロサ
- 新文芸坐（名画座）

## 文豪・寺院巡り

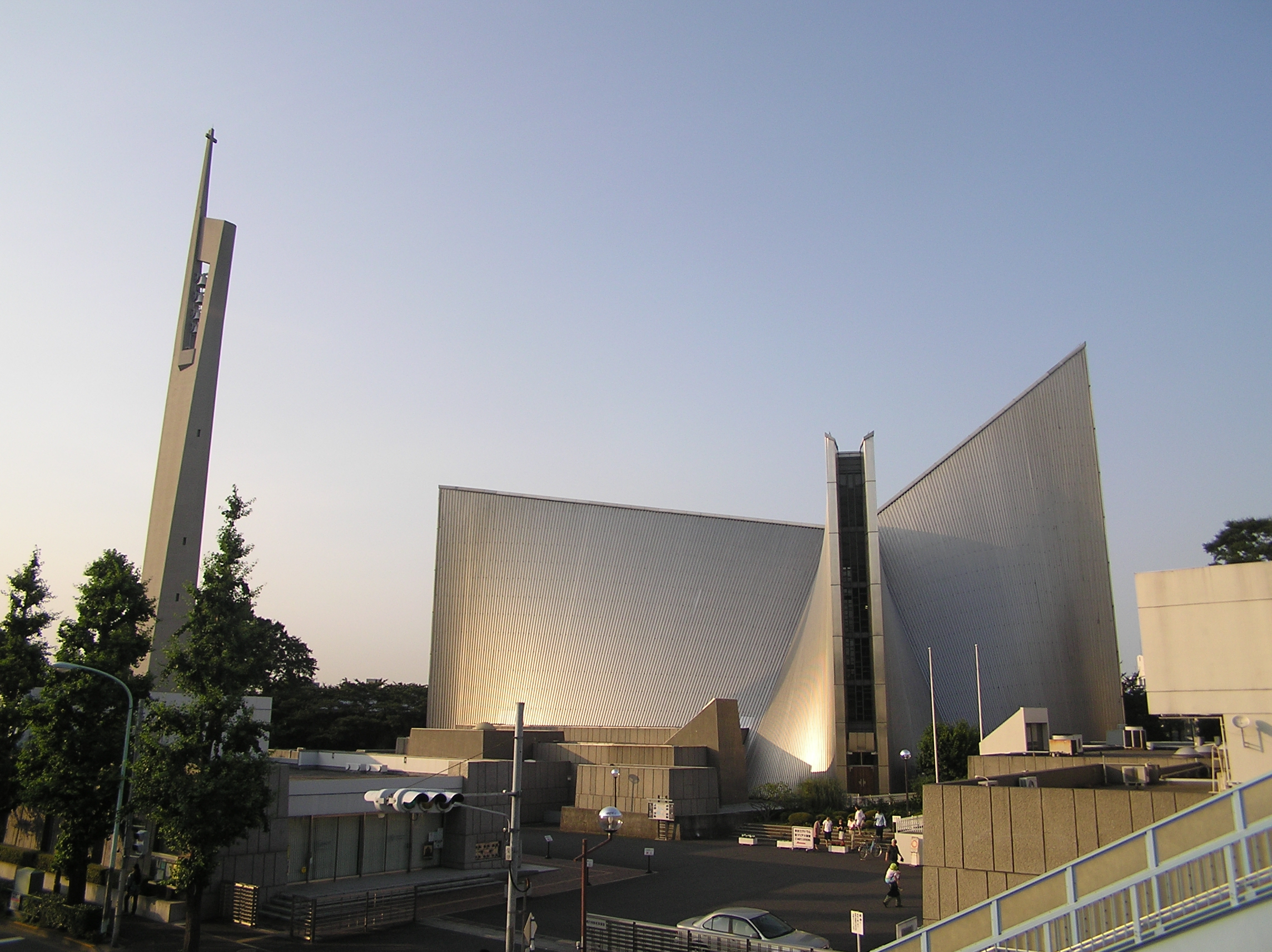
東京カテドラル聖マリア大聖堂

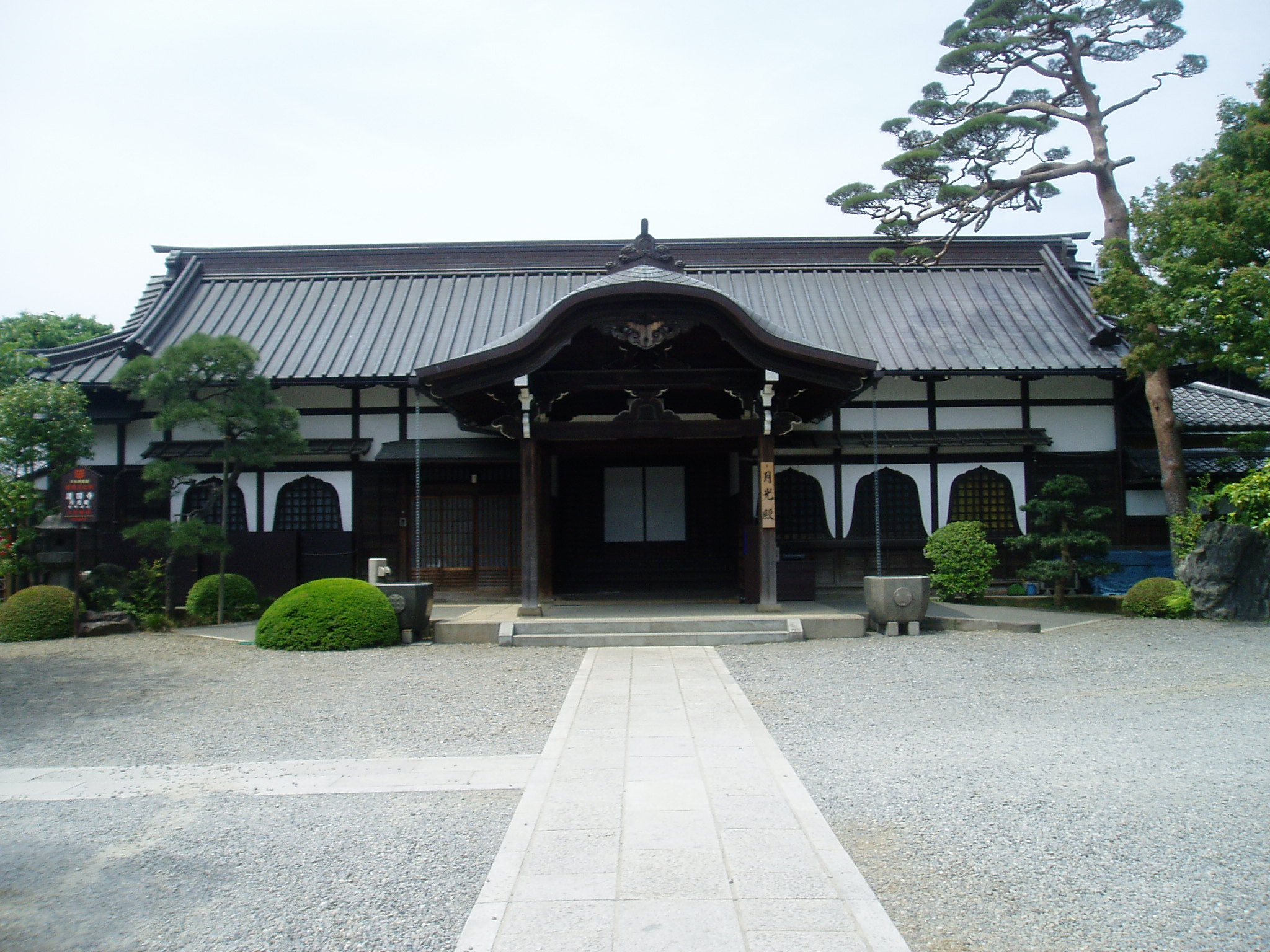
護国寺・月光殿

雑司ヶ谷霊園
東通りを直進する。夏目漱石、泉鏡花、竹久夢二、小泉八雲、永井荷風、ジョン万次郎、金田一京助、東條英機らが眠る。
鬼子母神
子供の守り神として有名な鬼子母神は、境内に"子育て"や"子授け"の神木・大イチョウやケヤキ並木があり秋の紅葉は美しく、10月16 - 18日にはお祭りが開かれ露店が並ぶ。なお、この鬼子母神に由来する郷土玩具として、古くからすすきみみずくが伝わっており、この玩具が池袋駅のいけふくろうの設置理由の一つになったとする説もある。
護国寺
1681年（天和元年）に江戸幕府第5代将軍徳川綱吉の母である桂昌院の発願で建てられた。都内唯一の木造大寺院建築である本堂は、滋賀の園城寺（三井寺）から移築された書院造の月光殿とともに重要文化財に指定されている。
東京カテドラル聖マリア大聖堂
丹下健三設計のカトリック東京大司教区の教会。ステンレスとスチールの外装が太陽光を反射して美しい。
江戸川乱歩居宅（西池袋）
慈眼寺、染井霊園
最寄駅はJR巣鴨駅だが、芥川龍之介、谷崎潤一郎らが眠る慈眼寺、高村光太郎、二葉亭四迷らが眠る染井霊園などもある。

## 文化

### 池袋モンパルナス
- 大正期から昭和戦前期にかけて、池袋に近い現在の椎名町や東長崎一帯に100戸を超えるアトリエ付きの貸家が建てられ池袋には多くの画家が集まり、ほかにも詩人や俳優といった人たちもがまじりあって、混血の画家・小熊秀雄にフランス首都パリにある芸術家地区モンパルナスにならって「池袋モンパルナス」と呼称された文化圏を形成した。
- かつては、セゾン美術館（西武美術館）、東武美術館などがあり、現代美術や前衛芸術の発信基地になったが、母体の経営難や百貨店美術館の退潮とともに2000年代までに姿を消した。
- また西武百貨店、パルコなどを擁したセゾングループが最新の欧米ブランドやファッション、インテリアなどを紹介、セゾン文化と呼ばれ一時代を風靡した。
- 名画を数多く上映することで根強いファンが多い文芸坐は1990年代末に一旦閉館したが、新文芸坐として復館した。

### フクロウ

池袋駅前郵便局の郵便ポスト

池袋にはかつてフクロウが生息していたといわれることもあって、池袋には先述の池袋駅の「いけふくろう」を始め、フクロウの像や装飾などが多い。豊島区は2002年に区のPRキャラクターとして、フクロウの姿をした「としま ななまる」を登場させており、これは東池袋にある池袋駅前郵便局前の郵便ポストのデザインのモチーフにもなった。

豊島区立元池袋史跡公園のモニュメント「梟の樹」。

同2002年、池袋駅西口の商店主らにより、民間団体「梟（ふくろう）の樹を創る会」が設立され、豊島区への愛着を深めてもらうことを目的として、区内の名所にフクロウの像を設置する活動が続けられている。同会では、池袋に元々ある像、および同会により新たに設置された像が「第○号」と認定されており、池袋駅のいけふくろうは1号ではなく11号である。同会は池袋育ちの演出家である星川葭夫が実行委員長を務めており、星川によれば、同会にとって池袋駅のいけふくろうは「偉大なる大先輩」であり、それにどう敬意を払うかを決めかねている内に、次々に他の像ができてしまったという。
豊島区西池袋の豊島区立元池袋史跡公園には、「梟の樹」と名付けられたモニュメントに、計13羽のフクロウがとまっており、これも「梟の樹を創る会」が設置したものである。

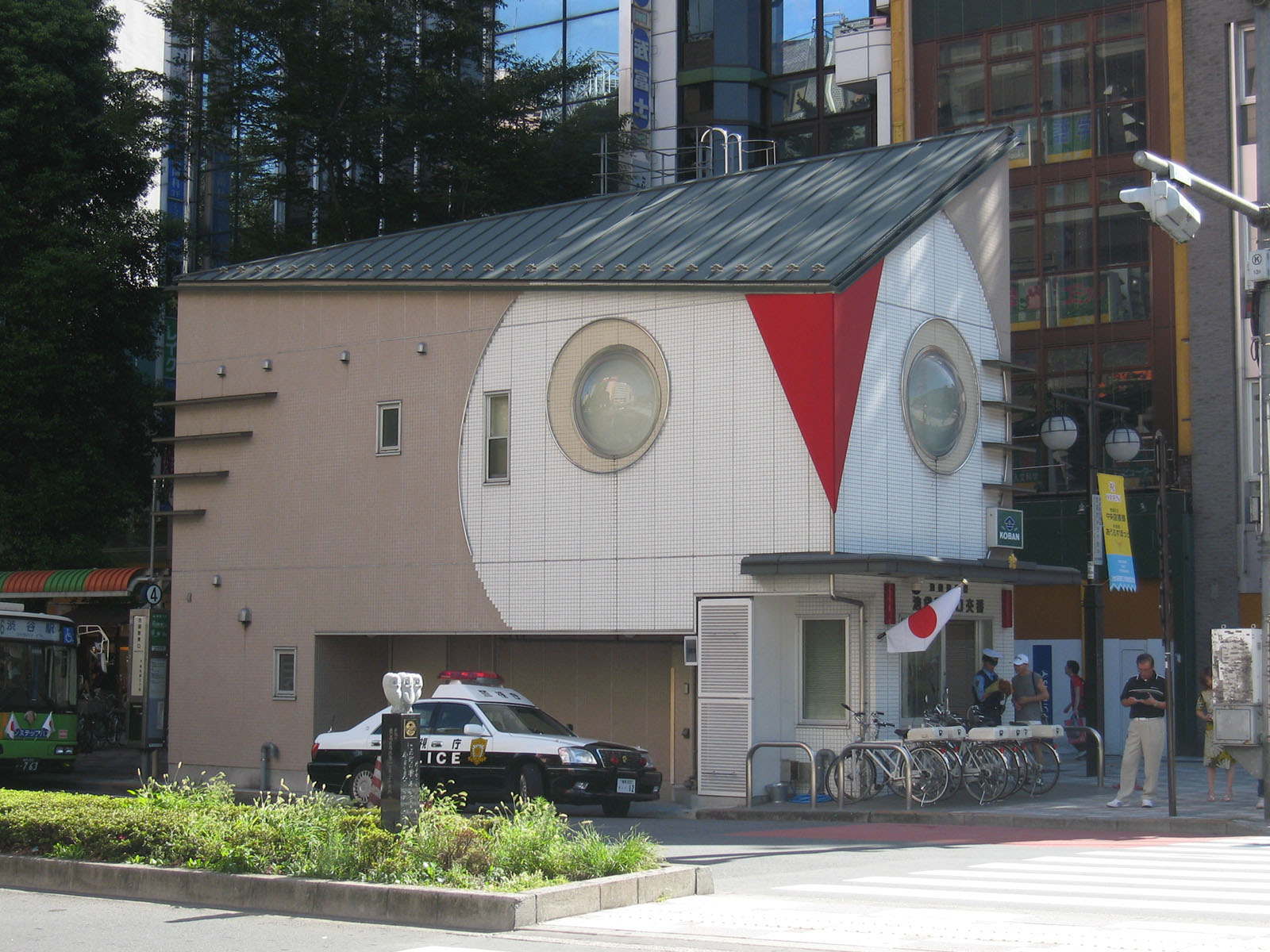
「ふくろう交番」こと、池袋駅東口交番。

豊島区南池袋の池袋駅東口交番は、建物がフクロウをデザインしていることから、「フクロウ交番」の愛称で呼ばれる。2005年4月の同交番の移転に伴い、豊島区が警視庁協力のもと、新しいデザインを豊島区内の小中学生から公募して、デザインが決定した。東池袋公園もまた、老朽化が進んだことでのリニューアルする際に、警視庁が「地域の特性を生かしたデザインを検討した末に、2棟目のふくろうデザインの交番として完成した。池袋警察署によれば、どちらの交番も好評であり、「かわいい」と写真を撮っていく女性の通行人もいるという。
これらの他に、池袋周辺を走る電気バス「IKEBUS」のキャラクター「イケちゃん」、西武池袋本店のローカルヒーロー「イケセイアウル」などがある。

## 通信制高校・通信制大学学習センター
- 中央高等学院
- 鹿島学園高等学校通信制課程東京校
- 八州学園高校
- 東京福祉大学
- 曁南大学日本学院[26]「華僑の最高学府」（全日制本科）

## 予備校
大手三大予備校（河合塾、駿台予備学校、代々木ゼミナール※2015年閉校）他、四谷学院、城南予備校、早稲田塾、早稲田アカデミー、武蔵高等予備校、お茶の水ゼミナール、看護医療専門の東京アカデミー、医学系を含む総合予備校早慶外語ゼミ、芸大・美大予備校のすいどーばた美術学院、また資格や社会人入試に特化した東京リーガルマインド(LEC)、TAC、大原学園（資格の大原）等、ありとあらゆる予備校や資格系学校などがひしめきあっており、さらに小中進学受験校を併せるとその数は日本一を誇ると見られている。サポート校なども存在する。

## 発祥・名産
- 西武 (百貨店)（そごう・西武） - 旧西武百貨店。池袋本店が発祥。
- 東武百貨店 - 池袋本店がある（「東武」を冠する百貨店の1号店は東武宇都宮百貨店）
- パルコ - 池袋店が1号店
- ロフト 池袋店が1号店
- リブロ - 池袋店が本店・1号店（西武百貨店池袋本店内、2015年7月20日閉店）[27]。本社は東池袋
- ビックカメラ - 池袋が本店
- アニメイト - 池袋店が本店・1号店
- 大戸屋（和定食専門チェーン店） - 池袋が発祥
- サクマ式ドロップス - 池袋が本社（大正7年移転）
- 大山道場 - 極真会館の前身。日本の実戦空手（フルコンタクト空手）の発祥地。
- チーズドッグ - 池袋駅東口地下通路にあった軽食店街「すなっくらんど」（1997年閉鎖）が発祥、全国に広まった。現在はエチカ池袋内に専門店「ザ・プレミアム・チーズドック BUKURO-DOG」が営業している。
- カルちゃんランドセル（神田屋鞄製作所） - 巣鴨で創業、戦災を機に移転

## 池袋が舞台となる作品
- 池袋の夜 - 歌手・青江三奈が1969年に発売されたシングル曲。青江最大のヒット曲となった。
- 池袋ウエストゲートパーク
- デュラララ!!
- 藍より青し
- グラニュ・レイテッドハピネス
- ばけらの!
- プロジェクト東京ドールズ
- ヒナまつり
- 池袋黄昏ナイトクラブ - 亜沙の楽曲

## 行政地名としての池袋
池袋は、豊島区における行政地名（町名）でもある。池袋一丁目から池袋四丁目まで存在する。池袋駅の北西部に位置している。

### 概要
ちょうどJR線、川越街道、山手通り、要町通りに囲まれた地域であり、同区西池袋、上池袋、池袋本町、板橋区中丸町、南町、同区高松、要町と接している。
また、池袋駅（東京メトロ副都心線）、要町駅（東京メトロ有楽町線、副都心線）とも接していて、豊島清掃工場や東池袋へ繋がる池袋大橋の出入口でもあり、首都高速5号池袋線の北池袋出入口でもある。このように池袋の中心的な繁華街ではないが交通の要衝としては欠かせない地域である。しかし、西口五差路交差点の要町通りと劇場通りの交差する辺りは池袋西口の繁華街としても食い込んでいる。
2012年、東京都は池袋一丁目および二丁目を都迷惑防止条例に基づき、客引きやスカウトのみならず、それらを行うために待機する行為なども禁止する区域に指定した。
さらに2019年には同区域を暴力団排除条例に基づき、暴力団排除特別強化地域に指定。地域内では暴力団と飲食店等との間で、みかじめ料のやりとりや便宜供与などが禁止され、違反者は支払った側であっても懲役1年以下または罰金50万円以下の罰則が科されることとなった。
一般的に「池袋」と言われているのは、池袋駅を基点とした東口、西口に延びる繁華街の総称であり、行政地名としての豊島区池袋はそれより北西寄りの地域をさす。

### 地価
住宅地の地価は、2025年（令和7年）1月1日の公示地価によれば、池袋3-9-2の地点で78万4000円/m2となっている。

### 沿革
住居表示実施により成立。谷端川以西の旧長崎村域は1871年に浦和県（現埼玉県）から東京府に編入されている。

### 世帯数と人口
2023年（令和5年）1月1日現在（東京都発表）の世帯数と人口は以下の通りである。
| 丁目       | 世帯数     | 人口     |
| ---------- | ---------- | -------- |
| 池袋一丁目 | 1,592世帯  | 2,056人  |
| 池袋二丁目 | 4,426世帯  | 6,116人  |
| 池袋三丁目 | 5,045世帯  | 7,185人  |
| 池袋四丁目 | 2,532世帯  | 3,359人  |
| 計         | 13,595世帯 | 18,716人 |

#### 人口の変遷
国勢調査による人口の推移。
| 年                 | 人口   |
| ------------------ | ------ |
| 1995年（平成7年）  | 17,267 |
| 2000年（平成12年） | 17,311 |
| 2005年（平成17年） | 16,771 |
| 2010年（平成22年） | 19,677 |
| 2015年（平成27年） | 20,131 |
| 2020年（令和2年）  | 20,162 |

#### 世帯数の変遷
国勢調査による世帯数の推移。
| 年                 | 世帯数 |
| ------------------ | ------ |
| 1995年（平成7年）  | 9,400  |
| 2000年（平成12年） | 10,135 |
| 2005年（平成17年） | 10,429 |
| 2010年（平成22年） | 12,581 |
| 2015年（平成27年） | 13,741 |
| 2020年（令和2年）  | 13,883 |

### 学区
区立小・中学校に通う場合、学区は以下の通りとなる（2017年12月現在）。なお、豊島区の小・中学校では学校選択制度を導入しており、以下の指定校に隣接している通学区域の学校も選択することが可能。
- 区域 : 一丁目、二丁目、三丁目、四丁目　各全域
  - 小学校 : 豊島区立池袋小学校
  - 中学校 : 豊島区立西池袋中学校

### 主な交通網

#### 鉄道の駅
- 池袋駅
- JR東日本
  - 山手線 - 内回り（新宿、渋谷方面）、外回り（上野、東京方面）
  - 埼京線 - 大宮、川越（川越線直通）、新宿、大崎、新木場（りんかい線直通）、海老名（相鉄線直通）方面
  - 湘南新宿ライン - 宇都宮、小田原、逗子、高崎方面
  - 成田エクスプレス - 成田空港行
  - 東武日光線直通特急「日光」「きぬがわ」 - 栃木、新鹿沼、下今市、東武日光、鬼怒川温泉方面
  - 踊り子 - 熱海方面伊豆急下田行

- 東京地下鉄（東京メトロ）
  - 丸ノ内線 - 茗荷谷、後楽園、東京、銀座方面
  - 有楽町線 - 小竹向原、和光市、東武東上線、西武池袋線、新木場方面
  - 副都心線 - 小竹向原、和光市、東武東上線、西武池袋線、新宿三丁目、渋谷、横浜、元町・中華街方面

- 西武鉄道
  - 池袋線 - 所沢、飯能、西武秩父方面

- 東武鉄道
  - 東上線 - 成増、川越、小川町方面

- 要町駅（東京地下鉄）
  - 有楽町線 - 小竹向原、和光市、東武東上線、西武池袋線、飯田橋、永田町、有楽町、豊洲、新木場方面
  - 副都心線 - 小竹向原、和光市、東武東上線、西武池袋線、雑司が谷、新宿三丁目、渋谷、横浜、元町・中華街方面

#### 路線バス
- 国際興業総合案内所停留所、池袋二丁目停留所、要町駅停留所（国際興業バス）
  - 池02・池04・池05・池07・その他系統 - 池袋駅西口行
  - 池02・池82系統 - 熊野町循環
  - 池03・池20・池21・池83系統 - 池袋駅西口行
  - 池03・池83系統 - 要町循環
  - 池04・池84系統 - 中丸町循環
  - 池05・池85系統 - 日大病院行
  - 池07系統 - 江古田二又行
  - 池11系統 - 中野駅北口行（国際興業バス、関東バス）
  - 池20系統 - 高島平操車場行
  - 池21系統 - 高島平駅行
- 高松郵便局停留所（国際興業バス）
  - 池02・82系統 - 熊野町循環
  - 池03・83系統 - 中丸町循環
  - 池20系統 - 高島平操車場行
  - 池20・池21・池03・池83系統 - 池袋駅西口行
  - 池21系統 - 高島平駅行
- 池袋四丁目停留所、豊島清掃事務所停留所（国際興業バス）
  - 光02系統 - 光が丘駅行
  - 光02・赤51・赤97・池55系統 - 池袋駅東口行
  - 赤51・97系統 - 赤羽駅西口行
  - 池55系統 - 小茂根五丁目行

#### 主要な道路
- 国道254号（川越街道）
- 首都高速5号池袋線
- 首都高速中央環状新宿線
- 東京都道441号池袋谷原線（要町通り）
- 東京都道317号環状六号線（山手通り）
- 池袋大橋
- 劇場通り

### 事業所
2021年（令和3年）現在の経済センサス調査による事業所数と従業員数は以下の通りである。
| 丁目       | 事業所数    | 従業員数 |
| ---------- | ----------- | -------- |
| 池袋一丁目 | 170事業所   | 2,565人  |
| 池袋二丁目 | 1,160事業所 | 14,879人 |
| 池袋三丁目 | 270事業所   | 1,634人  |
| 池袋四丁目 | 196事業所   | 1,384人  |
| 計         | 1,796事業所 | 20,462人 |

#### 事業者数の変遷
経済センサスによる事業所数の推移。
| 年                 | 事業者数 |
| ------------------ | -------- |
| 2016年（平成28年） | 1,740    |
| 2021年（令和3年）  | 1,796    |

#### 従業員数の変遷
経済センサスによる従業員数の推移。
| 年                 | 従業員数 |
| ------------------ | -------- |
| 2016年（平成28年） | 21,207   |
| 2021年（令和3年）  | 20,462   |

### 主な施設

#### 池袋一丁目
- 池袋大橋
- 池袋の森（区立公園）
- 長汐病院
- 京北自動車交通

#### 池袋二丁目
- ルミナリータワー池袋
- 区民ひろば池袋
- 池袋郵便局
- 巣鴨信用金庫池袋支店
- 群馬銀行池袋支店
- 大和証券池袋西口支店
- 赤札堂池袋店
- エクセルシオールカフェ池袋2丁目店
- ホテルチェーン東横イン池袋北口1店、北口2店
- スーパーホテルシティ池袋北口店
- 立正佼成会
- 一二三堂薬局

#### 池袋三丁目
- 池袋第三区民集会室
- 豊島区立池袋図書館
- 豊島区立池袋第三保育園
- 豊島区立池袋第五保育園
- みらい館大明
  - 池袋幼稚園
- 日本香堂東京工場
- 祥雲寺、功雲寺、洞雲寺
- 御嶽神社

#### 池袋四丁目
- 豊島合同庁舎
  - 池袋労働基準監督署
  - 法務局豊島出張所
- 池袋第二区民集会室
- 豊島区立池袋小学校
- 池袋四郵便局
- 豊島区立池袋第四保育園
- 池袋いずみ幼稚園

### 商工業
かつての池袋の商工業者は竹材商、メリヤス製造業、ラムネ・飲料水製造業、下駄商・履物商、文房具商などがいた。

### 地主・家主
池袋の地主・家主は荒井、石川、恩田、岸野、西山、深野姓の人物がいる。

### 日本郵便
- 集配担当する郵便局と郵便番号は以下の通りである[49]）。

| 丁目       | 郵便番号 | 郵便局     |
| ---------- | -------- | ---------- |
| 池袋一丁目 | 170-0014 | 豊島郵便局 |
| 池袋二丁目 | 171-0014 | 豊島郵便局 |
| 池袋三丁目 | 171-0014 | 豊島郵便局 |
| 池袋四丁目 | 171-0014 | 豊島郵便局 |

## 出身・ゆかりのある人物

### 政治家・経済人
- 安藤哲也（ファザーリング・ジャパン代表）
- 石川茂吉（農業、地主、西巣鴨町会議員、氏神氷川神社総代）
- 恩田權次郎（地家主[46]、メリヤス製造業[47]）
- 恩田峰次郎（農業、地主[47]、池袋村会議員）
- 岸野伊太郎（農業、地主、西巣鴨町会議員）
- 岸野菊三郎（高知堂、文房具商、信用組合巣鴨町金庫理事）
- 西山安久作[50]（地家主、西巣鴨町長）
- 西山金蔵（地家主、西巣鴨町会議員）
- 深野勘右衛門（地家主、池袋村会議員、西巣鴨町会議員）
- 山岸一雄（ラーメン店の東池袋大勝軒店主）

### 芸能人・文化人
- 石田正弘（テナーサックス奏者）
- 内野光子（歌人）
- 小野健一（声優）
- 小原乃梨子（声優）
- 六代目神田伯山（講談師）
- 樹下太郎（小説家）
- 那州雪絵（漫画家）
- 夏木マリ（歌手、女優）
- 藤田まこと（俳優）
- 矢作兼（お笑いタレント、おぎやはぎ）
- 焚吐（シンガーソングライター）
- 山下達郎（シンガーソングライター）
- やしきん（作詞作曲家）
- 三遊亭好楽（落語家）

### スポーツ選手
- 石橋千里（柔道家）
- 菊間崇祠（バレーボール指導者）

### 居住者
- 石川重之（旧常陸下館藩、子爵）
- 遠藤柳作（貴族院議員） - 住所が池袋3丁目[51]。
- 小笠原三九郎（衆議院議員） - 住所が池袋3丁目[51]。
- 公森太郎（中国銀行頭取） - 住所が池袋2丁目[52]。
- 新庄剛志（元プロ野球選手） - 池袋在住である[53]。